# Himanshu Dinesh Jain
Himanshu Dinesh Jain (* 6. September 1991), manchmal auch verkürzt als Himanshu Jain, ist ein indischer Snookerspieler aus Secunderabad. Er qualifizierte sich 2022 für die professionelle World Snooker Tour. Daneben spielt er ab und zu auch English Billiards und Poolbillard und konnte 2015 die indische Meisterschaft im 9-Ball gewinnen.
Jain stammt aus dem Stadtviertel Balamrai der indischen Stadt Secunderabad (bei Hyderabad) im Bundesstaat Telangana und ist der Sohn eines Unternehmers. Er kam erstmals während seiner Schulzeit mit Poolbillard in Kontakt, wechselte aber später zu English Billiards und im Alter von 15 Jahren zu Snooker.

## Karriere
2008 gehörte Jain zu den führenden Junioren-Snookerspielern Indiens und gewann ein English-Billiards-Turnier seines Bundesstaates. Mit Anfang 20 war Jain zweimal für einige Wochen an der Star Academy in Sheffield, um mit führenden Snookerspielern zu trainieren. 2012 erreichte er das Viertelfinale der indischen Snooker-Meisterschaft und das Achtelfinale der U21-Asienmeisterschaft. Im Anschluss konnte er allerdings keine hervorstechenden Ergebnisse mehr bei wichtigen Turnieren erzielen. Bei der U21-Amateurweltmeisterschaft 2012 kam er nicht über die Gruppenphase hinaus.
Bei regionalen Turnieren in Indien gelangen ihm gelegentliche Erfolge, doch bei der indischen Snooker-Meisterschaft schied er häufig früh aus. 2015 gewann er allerdings die indische Meisterschaft im 9-Ball. Eine anschließende Teilnahme an der professionellen 9-Ball-Weltmeisterschaft verlief im Sande. Mehrfach versuchte er auch erfolglos, sich bei Qualifikationsturnieren eine Wildcard für das Profiturnier Indian Open zu sichern. Gleichwohl gehörte er 2015 zu den Top 16 der indischen Amateure und konzentrierte sich zunehmend professionell auf den Snookersport.
Ab 2018 mehrten sich gute Resultate bei wichtigen Turnieren. Bei der indischen Meisterschaft 2018 belegte er Platz 6, bei der Amateurweltmeisterschaft im Six-Red-Snooker kam er wenig später bis ins Achtelfinale. Im Sommer 2018 entschloss er sich auch, sein Glück bei der Q School zu probieren, einem Qualifikationsturnier für die Profitour. Nach frühen Niederlagen bei den ersten beiden Events, erreichte er im dritten Event überraschend das Entscheidungsspiel seiner Gruppe. Die Qualifikation für die Profitour verpasste er aber durch eine 2:4-Niederlage gegen Ashley Carty. Immerhin erhielt er so die ersehnte Wildcard für die Indian Open 2019, verlor dort aber sein Auftaktspiel mit 0:4 gegen Jack Lisowski. Ebenso durfte er im Team mit Lucky Vatnani beim professionellen World Cup 2019 antreten. Im Dezember desselben Jahres wurde er Snooker-Meister seines Bundesstaates Telangana und gewann die English-Billiards-Meisterschaft von Telangana. Im Sommer versuchte er erneut sein Glück bei der Q School, diesmal aber weniger Erfolg. Während der COVID-19-Pandemie unterließ er weitere Versuche, sich für die Profitour zu qualifizieren. Bei der indischen Meisterschaft 2020 erreichte er Platz 7. Weitere Erfolge erzielte er auf regionaler Ebene, unter anderem wurde er 2021 erneut Snooker-Meister seines Bundesstaates. Hauptberuflich verdiente er in dieser Zeit seinen Lebensunterhalt bei GAIL, einem indischen Staatsunternehmen in der Erdgasbranche.
Nach drei Jahren unternahm Jain 2022 einen weiteren Versuch, die Startberechtigung für die Profitour zu erlangen. Diesmal probierte er sein Glück bei der neuen Asia-Oceania Q School, einem Ableger der regulären Q School für asiatische Spieler. Musste er im ersten Event noch eine Auftaktniederlage gegen Thor Chuan Leong einstecken, zog er beim zweiten Event ins Finale seiner Hälfte des Teilnehmerfelds ein. Im entscheidenden Spiel lag er gegen Kritsanut Lertsattayathorn bereits mit 0:2 hinten, konnte aber das Spiel drehen und sich mit einem 4:3-Sieg erstmals für die Profitour qualifizieren. Seine Profikarriere begann mit der Saison 2022/23.
Seinen ersten Sieg als Profi errang er bei der Championship League 2022 mit 3:0 gegen Stuart Carrington. Mit einem Sieg, einem Unentschieden und einer Niederlage konnte er sich aber nicht für die Zwischenrunde qualifizieren, sondern belegte in seiner Gruppe hinter Favorit Mark Allen Platz 2. Bei allen weiteren Tournieren der Saison 2022/23 schied er meist deutlich bereits in der ersten Runde aus, außer bei den Scottish Open 2022, wo ihm ein 4:3-Sieg gegen Jimmy White gelang. Bei der Weltmeisterschaft 2023 schied er in der Qualifikationsrunde mit 2:10 gegen Daniel Wells aus. In der Saison 2023/24 konnte er kein einziges Spiel gewinnen und schied bei der Weltmeisterschaft 2024 mit 5:10 gegen Stuart Carrington aus.[veraltet]

## Erfolge (Auswahl)
| Ausgang         | Jahr | Turnier                                       | Finalgegner                | Ergebnis  |
| --------------- | ---- | --------------------------------------------- | -------------------------- | --------- |
| Amateurturniere |      |                                               |                            |           |
| Sieger          | 2015 | Indische 9-Ball-Meisterschaft                 | unbekannt                  | unbekannt |
| Zweiter         | 2018 | Q School – Event 3                            | Ashley Carty               | 2:4       |
| Sieger          | 2019 | English-Billiards-Meisterschaft von Telangana | Khizar Raoof               | 4:1       |
| Sieger          | 2019 | Snooker-Meisterschaft von Telangana           | Lucky Vatnani              | 5:1       |
| Sieger          | 2021 | Snooker-Meisterschaft von Telangana           | Mushtaq Hussain            | 5:2       |
| Sieger          | 2022 | Asia-Oceania Q School – Event 2               | Kritsanut Lertsattayathorn | 4:3       |